# Rusekella cantabrica
Rusekella cantabrica is een springstaartensoort uit de familie van de Neanuridae. De wetenschappelijke naam van de soort is voor het eerst geldig gepubliceerd in 1982 door Deharveng.